# Antoni Kolczyński

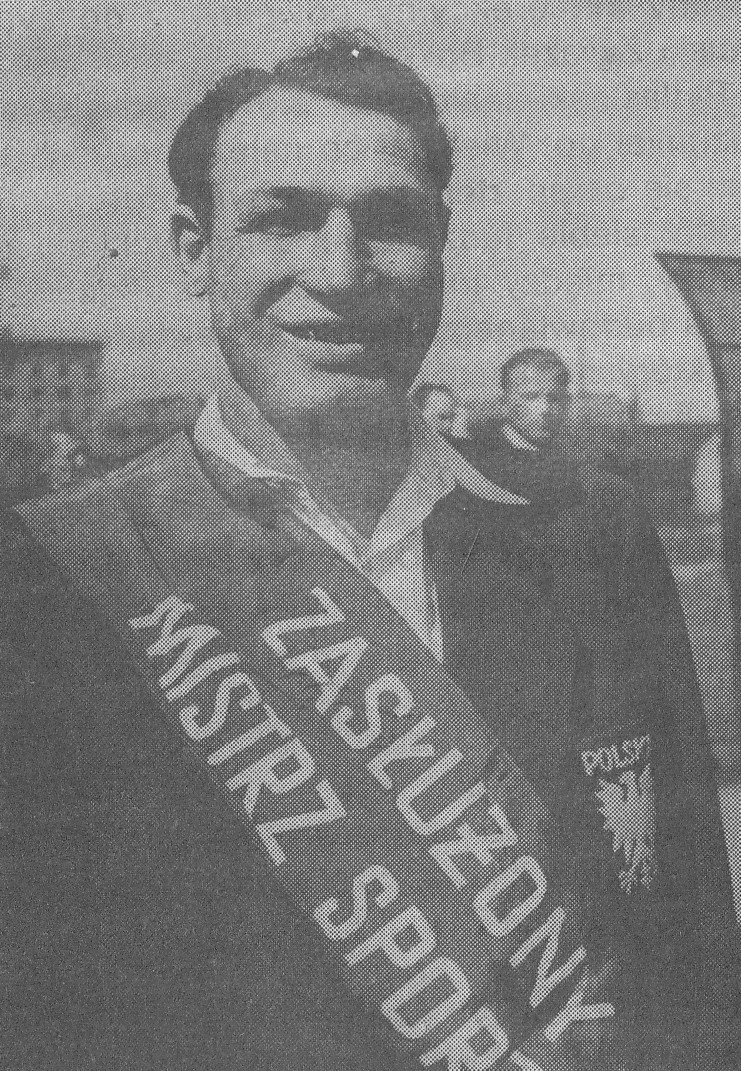
Antoni Kolczyński jako Zasłużony Mistrz Sportu, prawdopodobnie na początku lat 60.

Antoni Kolczyński ps. Kolka, (ur. 25 sierpnia 1917 w Zdunowie, zm. 19 czerwca 1964 w Warszawie) – polski bokser, mistrz Europy, olimpijczyk.

## Życiorys
Młodość spędził na warszawskim Starym Mieście. Po ukończeniu szkoły podstawowej pracował przez kilka lat jako majdaniarz (hurtownik − rowerowy rozwoziciel gazet). Interesował się bieganiem i boksem. W 1934 wygrał turniej Pierwszy Krok Bokserski. Walczył w wadze półśredniej. W 1937 został wicemistrzem Polski w tej kategorii. 
W 1939 odniósł największy sukces życiowy zdobywając złoty medal na mistrzostwach Europy w Dublinie. Rok wcześniej został uznany za najlepszego zawodnika meczu Europa-Stany Zjednoczone. Zajął drugie miejsce w Plebiscycie Przeglądu Sportowego 1938.
W czasie okupacji niemieckiej zajmował się handlem, a potem został wywieziony na roboty do Niemiec.
Okupacja odcisnęła piętno na jego dalszej karierze. Po wojnie nie odzyskał już formy. Po 1945 roku startował w wadze średniej. Wziął udział w olimpiadzie w Londynie 1948, a także w mistrzostwach Europy w Dublinie 1947 i w Mediolanie 1951, ale bez sukcesów. Czterokrotnie zdobywał tytuł mistrza Polski wagi średniej: 1946, 1947, 1950 i 1951. Stoczył trzy pojedynki z László Pappem, jednak wszystkie przegrane. Wygrał natomiast z innym mistrzem olimpijskim Júliusem Tormą (w 1947; przegrał z nim w 1950). 
Był zawodnikiem warszawskich klubów: YMCA Warszawa (1934–1936), Fortu Bema (1937) i Klubu Sportowego Pracowników Miejskich „Syrena” (1938–1939). Po wojnie zawodnik stołecznego Grochowa (1945–1948) i Gwardii (1949–1952). Zakończył karierę w 1952. Stoczył 238 walk, 216 wygrywając i 22 przegrywając.
W 1953 wystąpił w filmie Sprawa do załatwienia jako bokser Jóźwiak.
Mieszkał przy ul. Dobrowoja na warszawskim Grochowie. 
W ostatnich latach życia cierpiał na chorobę alkoholową. Został pochowany na cmentarzu Bródnowskim (kw. 32C-III-14). 
Pośmiertnie został uhonorowany w 1994 Nagrodą im. Aleksandra Rekszy.